# Air Central
Air Central (jap. エアーセントラル, Eā Sentoraru Kabushiki kaisha) war eine japanische Fluggesellschaft mit Sitz in Tokoname. Sie war eine Tochtergesellschaft der All Nippon Airways und bediente regionale Ziele vom Flughafen Chūbu aus.

## Geschichte
Im Jahr 1953 wurde die Fluggesellschaft als Nakanihon Air Service (NAS) gegründet und nahm den Flugbetrieb auf dem Flughafen Nagoya auf. Die Meitetsu Group und All Nippon Airways waren die Hauptanteilseigner. NAS spezialisierte sich auf Flüge in der Allgemeinen Luftfahrt. Des Weiteren wurden einzelne Charterflüge, Luftbildfotografien und Helikopterflüge angeboten.
Am 12. Mai 1988 wurde die Tochtergesellschaft Nakanihon Airlines (NAL) gegründet, um Flüge zu regionalen Ziele anzubieten. Der Firmensitz war auf dem Flughafen Nagoya. Zu Beginn besaßen Nagoya Railroad 55 % und All Nippon Airways 45 % des Unternehmens. Jedoch wurde der Anteil von ANA bis zum September 2006 auf 86,7 % gesteigert. Somit besaß die Meitetsu Group einen Anteil von 13,3 % an NAL. Der Flugbetrieb begann am 23. April 1991.
Am 17. Februar 2007 wurde das Unternehmen in Air Central umbenannt und verschob ihren Flugbetrieb zu dem Flughafen Chūbu. Der Flugplan wurde an die Flüge der All Nippon Airways angepasst, um den Passagieren von ANA und den Star-Alliance-Partnern den Weiterflug zu regionalen Zielen zu ermöglichen.
Im Juni 2010 wurde Air Central aufgelöst und mit zwei weiteren Regionalgesellschaften der ANA, Air Next und Air Nippon Network zur neuen ANA Wings zusammengeschlossen.